# Spartiella barbata
Spartiella barbata är en svampart som beskrevs av Tuzet & Manier ex Manier 1968. Spartiella barbata ingår i släktet Spartiella och familjen Legeriomycetaceae.   Inga underarter finns listade i Catalogue of Life.